# Pandemia de COVID-19 în Serbia
Pandemia de coronavirus din Serbia a început pe 6 martie 2020, când un locuitor de 43 de ani din Subotica a fost infectat în timpul unei vizite în Ungaria, la Budapesta.
Odată cu apariția virusului, toate punctele de trecere a frontierei din Serbia, în timpul controalelor de frontieră, sunt păzite de polițiștii Ministerului de Interne al Republicii Serbia, pentru a preveni virusul și a profila pasagerii care sosesc din zonele potențial infectate din lume. La identificarea pasagerilor aflați în situație de risc, în cursul verificărilor la frontieră, Ministerul de interne din Serbia notifică ofițerii de control la frontieră competenți. Ulterior, inspectorii de sănătate de frontieră iau măsuri în conformitate cu procedurile prescrise de Ministerul sănătății din Serbia.
La 12 martie 2020, Guvernul Serbiei a actualizat măsurile de combatere a răspândirii COVID-19. Serbia a închis temporar 44 de puncte de control la frontieră cu țările vecine - Ungaria (7), România (10), Macedonia de Nord (2), Muntenegru (3), Bosnia și Herțegovina (7), Croația (9), 3 puncte de trecere a frontierei interne (fluviale și aeriene), 3 cu Bulgaria.
O conferință de presă extraordinară a avut loc în 15 martie 2020, la care Președintele Serbiei Aleksandar Vučić a anunțat că a fost introdusă starea de urgență.